# Expansion Pak

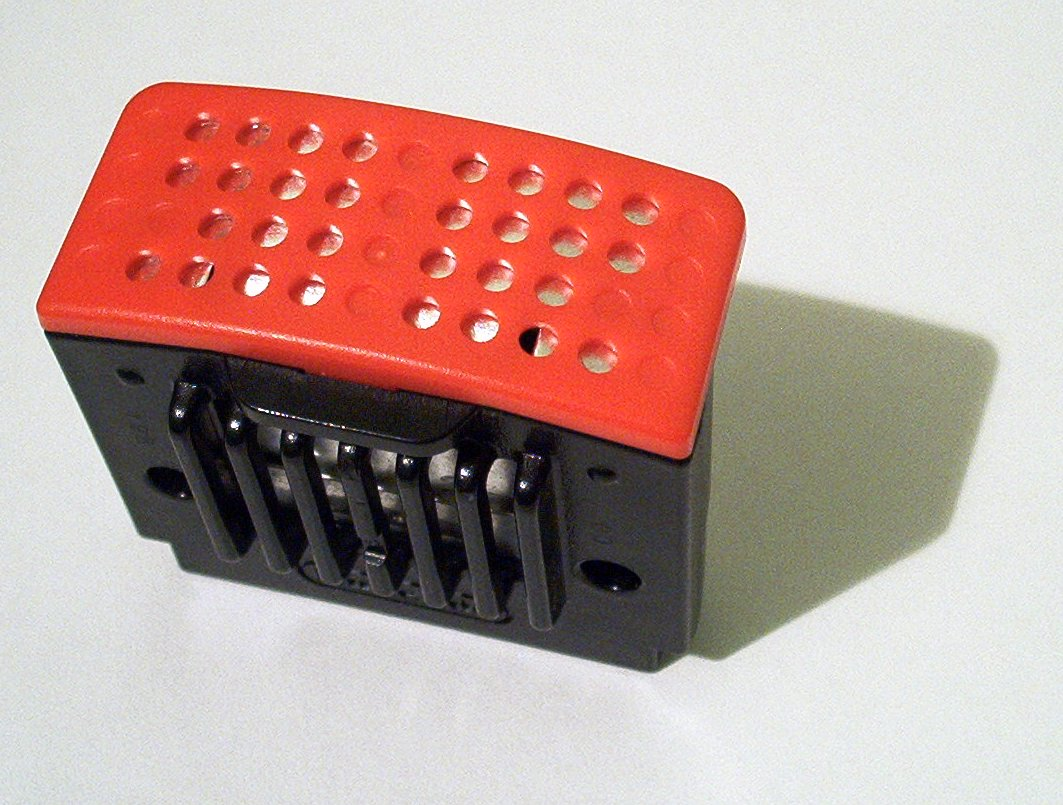
4MB Expansion Pak

Het Expansion Pak is een RAM-uitbreiding voor de Nintendo 64-spelcomputer, uitgegeven in 1998. Het voorziet de Nintendo 64 van 4 MB extra dynamisch geheugen, waardoor de totale hoeveelheid twee keer zo groot wordt als zonder het Pak (4MB). Hierdoor is een hogere resolutie mogelijk, betere graphics en een hoger aantal beelden per seconde. De belangrijkste reden voor het uitbrengen van het Expansion Pak was de Nintendo 64DD, omdat deze uitbreiding een grotere hoeveelheid RAM nodig zou hebben om het te kunnen uitvoeren. Het is een vervanging van het Jumper Pak.
De enige spellen waarbij het Expansion Pak vereist wordt zijn The Legend of Zelda: Majora's Mask en Donkey Kong 64. Het Expansion Pak werd door Majora's Mask gebruikt om meerdere spelpersonages tegelijk weer te geven, zoals in Clock Town gezien kan worden.
Zonder het Pak is ook het grootste gedeelte van Perfect Dark niet toegankelijk (inclusief de single player-modus). Het werd ook gebruikt in StarCraft 64, waar bepaalde levels van de uitbreiding StarCraft: Brood War voor de PC alleen beschikbaar waren met het Expansion Pak.
Er zijn een aantal onofficiële vervangers uitgegeven. Deze veroorzaakten echter klachten ten aanzien van stabiliteit en oververhitting. Tevens waren de meeste vervangers groter dan normaal, waardoor ze uit het systeem staken.

## Spellen die gebruikmaken van het Expansion Pak

### Vereist om te spelen
| - Donkey Kong 64 |  | - The Legend of Zelda: Majora's Mask |

### Vereist voor belangrijke elementen
| - Perfect Dark |  | - Starcraft 64 |

### Gebruikt voor cosmetische verbeteringen of minder belangrijke elementen
| - 007: The World is Not Enough - All-Star Baseball 2000 - Army Men: Sarge's Heroes 2 - Castlevania: Legacy of Darkness - Command & Conquer: Tiberian Dawn - Cyber Tiger 2000 - Donald Duck: Goin' Quackers - Duke Nukem: Zero Hour - ExciteBike64 - F-1 World Grand Prix II - Gauntlet Legends - Hybrid Heaven - Hydro Thunder - Indiana Jones and the Infernal Machine - Indy Racing 2000 - International Track and Field 2000 |  | - Jeremy McGrath's Supercross 2000 - Ken Griffey Jr.'s Slugfest - Madden NFL 2001 - Mega Man 64 - Namco Museum 64 - NFL Quarterback Club '98 - NFL Quarterback Club '99 - NFL Quarterback Club 2000 - NFL Quarterback Club 2001 - Nuclear Strike 64 - Pokémon Stadium 2 - Quake II - Rayman 2: The Great Escape - Re-Volt - Resident Evil 2 - Road Rash 64 - Roadsters - San Francisco Rush 2049 |  | - Shadow Man - South Park - Star Wars: Episode I Racer - Star Wars: Episode I Battle for Naboo - Star Wars: Rogue Squadron - Stunt Racer 64 - Supercross 2000 - Tony Hawk's Pro Skater - Tony Hawk's Pro Skater 2 - Tony Hawk's Pro Skater 3 - Top Gear Hyper Bike - Top Gear Overdrive - Top Gear Rally 2 - Turok 2 - Turok: Rage Wars - Turok 3: Shadow of Oblivion - Vigilante 8 |

Expansion Pak · Rumble Pak · Controller Pak · Transfer Pak